# The Opaque Brotherhood
The Opaque Brotherhood – trzeci album amerykańskiej grupy Dark Lotus, wydany 15 kwietnia 2008 roku.
Pierwszy album grupy na który pojawiło się tylko pięciu, a nie jak na poprzednich albumach, sześciu członków.

Album dotarł na czwarte miejsce "Najbardziej Niezależnych Albumów" Billboardu.

## Lista utworów
| #  | Tytuł                        | Czas |
| -- | ---------------------------- | ---- |
| 1  | "Intro"                      | 3:05 |
| 2  | "In Bloom"                   | 3:08 |
| 3  | "Follow the Leader"          | 4:00 |
| 4  | "Black Sand"                 | 3:19 |
| 5  | "Can You Keep a Secret"      | 4:04 |
| 6  | "Heinous"                    | 3:57 |
| 7  | "Backwords"                  | 3:45 |
| 8  | "Keep Up"                    | 4:05 |
| 9  | "Witch Trapped in This Song" | 3:58 |
| 10 | "Opaque Brotherhood"         | 3:54 |
| 11 | "Hot Poison"                 | 3:55 |
| 12 | "Falling"                    | 4:21 |
| 13 | "Trapped Inside"             | 4:33 |
| 14 | "Withered"                   | 7:07 |

| # | Rare Deluxe Edition    | Czas |
| - | ---------------------- | ---- |
| 1 | "During An Eclipse"    | 3:50 |
| 2 | "Hallucinations"       | 3:16 |
| 3 | "Rejected"             | 4:15 |
| 4 | "The Wheel In The Sky" | 3:52 |